# Das Experiment mit dem Vogel in der Luftpumpe
Das Experiment mit dem Vogel in der Luftpumpe (englisch An Experiment on a Bird in the Air Pump) ist ein Ölgemälde aus dem Jahr 1767 oder 1768 von Joseph Wright of Derby, das die Durchführung eines Vakuumpumpen-Experiments von Robert Boyle zeigt.

## Hintergrund
1659 hatte Robert Boyle die Konstruktion einer Luftpumpe (heute als Vakuumpumpe bekannt, damals auch als pneumatic engine bezeichnet) in Auftrag gegeben. Die Luftpumpe war eine Erfindung von Otto von Guericke aus dem Jahr 1650. Die hohen Kosten hatten die Wissenschaftler davon abgehalten, einen solchen Apparat nachzubauen. Boyle, Sohn des Earl of Cork, hatte keine derartigen Bedenken. Nach der Fertigstellung der Pumpe spendete er das erste 1659er Modell rasch der Royal Society und ließ zwei neukonstruierte Modelle für seinen eigenen Gebrauch herstellen. Außer diesen drei Pumpen Boyles gab es in den 1660ern vermutlich nur vier weitere: Christiaan Huygens hatte eine in Den Haag, Henry Powers in Halifax könnte eine gehabt haben, und es könnte am Christ’s College und der Montmor Academy in Paris Pumpen gegeben haben.
Boyles Pumpe wurde hauptsächlich von Robert Hooke konstruiert und war sowohl teuer, kompliziert, anfällig und schwierig zu bedienen. Dennoch erlaubte sie ihm, eine Reihe Experimente zu den Eigenschaften von Luft durchzuführen, darunter der „Nachweis der Lebensnotwendigkeit von Luft für Lebewesen“. In „Experiment 41“ wollte Boyle die Notwendigkeit von Atmung und Lungen erforschen und setzte hierfür eine große Zahl verschiedener Tiere – Vögel, Mäuse, Aale, Schnecken und Fliegen – in den Behälter der Pumpe und studierte ihre Reaktionen, während die Luft abgepumpt wurde. Hier beschreibt er eine verletzte Lerche:

“…the Bird for a while appear’d lively enough; but upon a greater Exsuction of the Air, she began manifestly to droop and appear sick, and very soon after was taken with as violent and irregular Convulsions, as are wont to be observ’d in Poultry, when their heads are wrung off: For the Bird threw her self over and over two or three times, and dyed with her Breast upward, her Head downwards, and her Neck awry.”

„…für eine Weile erschien der Vogel durchaus lebhaft; aber mit der weiteren Abnahme der Luft begann er deutlich zu ermatten und krank zu erscheinen und bald darauf heftige und ungleiche Krämpfe zu zeigen, wie sie Geflügel zeigt, dem der Kopf abgedreht wird: Denn der Vogel warf sich zwei- oder dreimal herum und starb mit dem Bauch nach oben, dem Kopf nach unten und dem Nacken schief.“

Hundert Jahre später, als Wright 1768 sein Gemälde schuf, waren Luftpumpen recht verbreitete wissenschaftliche Instrumente und „Das Experiment mit dem Tier in der Luftpumpe“ war häufig die Hauptattraktion von umherziehenden „Dozenten in Naturphilosophie“, die meist mehr Schausteller als Wissenschaftler waren. James Ferguson, schottischer Astronom und wahrscheinlich ein Bekannter von Joseph Wright (beide waren Freunde von John Whitehurst), schrieb, dass oft ein „Lungen-Glas“ mit einer kleinen luftgefüllten Blase darin anstelle eines Tieres benutzt wurde, da die Verwendung eines Lebewesens schockierend für die Zuschauer sei.

## Gemälde

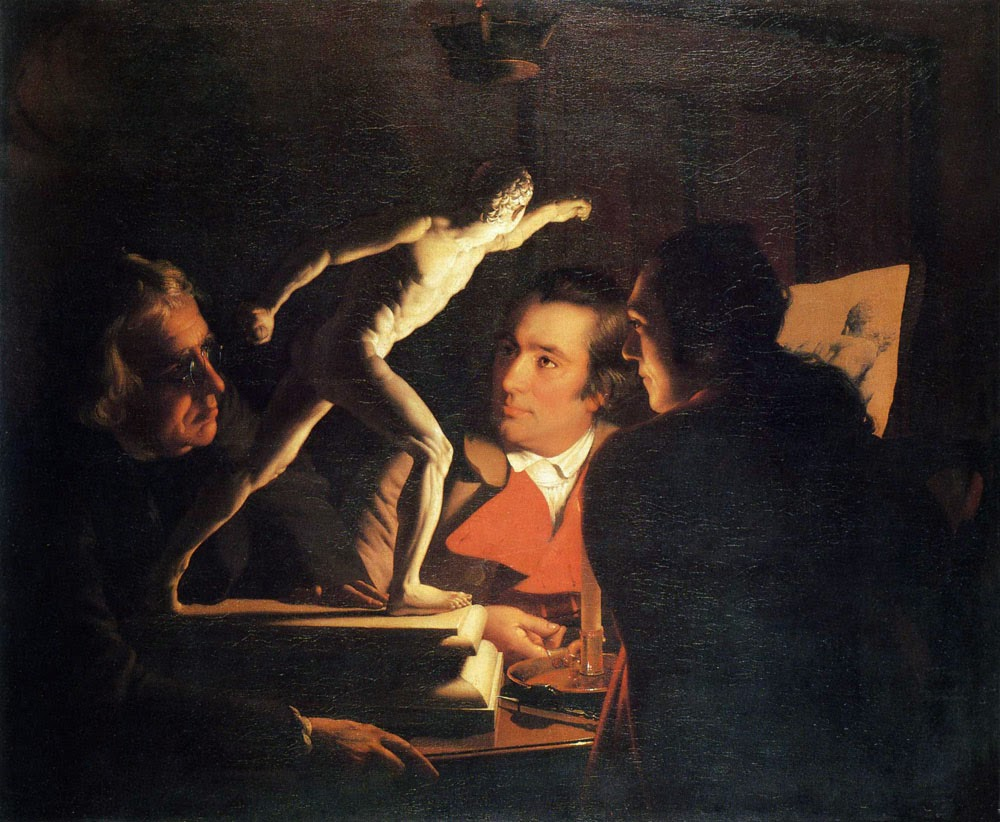
Three Persons Viewing the Gladiator by Candlelight (1765)

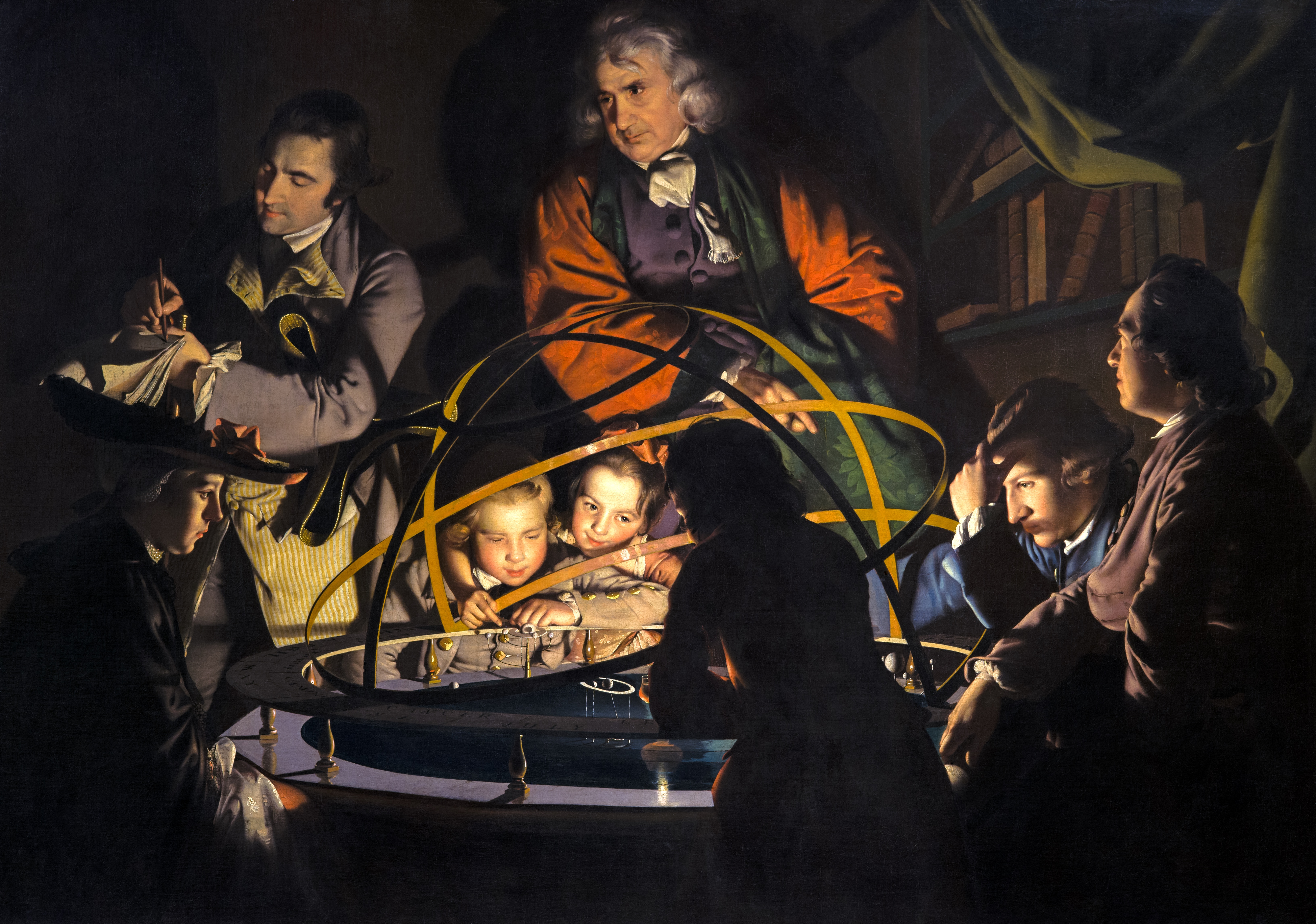
Ein Philosoph hält einen Vortrag über das Planetarium (1768)

Das Gemälde ist Teil einer Reihe von kerzenbeleuchteten Nachtstücken, die er in den 1760er Jahren malte. Das erste, Three Persons Viewing the Gladiator by Candlelight, das er 1765 malte, zeigt drei Männer, die ein Modell des Borghesischen Fechters studieren. Das Bild wurde sehr bewundert, aber sein nächstes Gemälde Ein Philosoph hält einen Vortrag über das Planetarium (A Philosopher giving that lecture on the Orrery, in which a lamp is put in place of the Sun oder kurz The Orrery) verursachte noch größeres Aufsehen, da es das klassische Subjekt im Mittelpunkt der Szene durch einen wissenschaftlichen Apparat ersetzte. The Orrery wurde ohne Auftrag gemalt, wahrscheinlich in der Erwartung, dass es von Washington Shirley, 5. Earl Ferrers, gekauft werden würde, einem Amateur-Astronom, der ein eigenes Planetarium hatte und bei dem Wrights Freund, Peter Perez Burdett, logierte, als er sich in Derbyshire aufhielt. Ferrers kaufte das Bild. Es befindet sich heute im Derby Museum and Art Gallery.
Das Experiment mit dem Vogel in der Luftpumpe folgte 1768. Das chaotische Experiment kontrastiert mit der ordentlichen Szene des The Orrery. Es zeigt einen weißen Kakadu, der in Panik flattert, während die Luft aus dem Gefäß abgepumpt wird. Die Zeugen zeigen verschiedene Emotionen: Ein Mädchen schaut beunruhigt angesichts des Schicksals des Vogels, das andere ist zu bestürzt, um zuzuschauen, und wird von ihrem Vater getröstet; zwei Gentlemen und ein Junge beobachten interessiert, während sich das junge Paar links im Bild nur füreinander interessiert. Der Wissenschaftler selbst schaut direkt aus dem Bild, als ob er den Betrachter herausfordert zu entscheiden, ob durch weiteres Pumpen der Vogel getötet werden oder die Luft zurückgeleitet und der Vogel gerettet werden solle. Die einzige Lichtquelle erzeugt einen Chiaroscuro-Effekt; der Junge im Hintergrund zieht die Vorhänge zu, um das Vollmondlicht abzuschirmen. An der Seite ist der leere Käfig des Vogels an der Wand zu sehen.
Edwin Mullins interpretiert die Szene anders: Der grimmige Wissenschaftler öffnet mit der linken Hand das Gefäß, der Assistent holt den Vogelkäfig herunter, um die Taube wieder aufzunehmen, und ein weiterer Assistent beobachtet eine Uhr. Offensichtlich haben die drei das Experiment bereits viele Male durchgeführt und der Vogel ist nicht in Gefahr.
Die wissenschaftlichen Sujets von Wrights Gemälden aus dieser Zeit sollten den wohlhabenden wissenschaftlichen Zirkeln gefallen, in denen er sich bewegte. Obwohl er selbst nie Mitglied war, hatte er enge Beziehungen zur Lunar Society und Josiah Wedgwood beauftragte ihn später mit der Erstellung von Gemälden. Das Gemälde, dessen Motiv durch einen Stich von Valentine Green ab 1769 eine reproduktionsgrafische Vervielfältigung und Verbreitung erfahren hatte, wurde der National Gallery in London 1863 von Edward Tyrell überreicht.

## In anderen Werken
Das Cover der englischen Originalausgabe des Buches Die Gelehrten der Scheibenwelt (The Science of Discworld) von Terry Pratchett, Ian Stewart und Jack Cohen ist ein Tribut an das Gemälde, erstellt von Paul Kidby. Die Figuren des Gemäldes wurden durch die Protagonisten des Buches ersetzt.
Ebenso ziert das Gemälde in Ausschnitten den Umschlag des Gedichtbandes Guerickes Sperling (2004), von Jan Wagner. Das gleichnamige Gedicht verbindet das Experiment Otto Guerickes mit dem von Robert Boyle thematisch.
Im Film James Bond 007 – Skyfall wird das Bild im Hintergrund einer Szene in der National Gallery in London gezeigt. Bond und sein neuer Quartiermeister Q diskutieren über Turners Die kämpfende Temeraire auf der gegenüberliegenden Seite des Ausstellungsraumes 34, während sie vor Wrights Gemälde sitzen. Turner hatte in London in 119 Cheyne Walk gewohnt, wo Bond-Autor Ian Fleming zwischen 1923 und 1926 ebenfalls lebte.